# Bardův mlýn
Bardův mlýn (Doubravův, Na Brodě, U Bardů) v Brodu u Petrovic v okrese Příbram je vodní mlýn, který stojí na Varovském potoce, na samotě jižně od Bratříkovic. Od roku 1996 je chráněn jako nemovitá kulturní památka České republiky.

## Historie
Mlýn pochází z 18. století, v 19. století byl stavebně upraven.

## Popis
Areál obsahuje roubené obytné stavení se dvěma špýchary, stodolu, zděný mlýn a rybník s náhonem. Objekty jsou seskupeny kolem obdélného dvora. Hospodářství při mlýně mělo rozlohu 55 hektarů.
Mlýn o jednom složení mlel pro nedostatek vody jen zřídka. Dochovalo se z něj prosté poloumělecké složení, které vzniklo doplněním obyčejného složení o kapsový výtah a tarár. Voda na vodní kolo vedla náhonem. K roku 1930 je uváděno 1 vodní kolo na vrchní vodu (77 l/s, 4,9 m, 3,26 HP).